# Planificación de escenarios
Planificación de Escenarios es un método de planificación estratégica que algunas organizaciones usan para hacer flexible la planificación a largo plazo. 
En gran parte es una adaptación y generalización de los métodos clásicos usados por la inteligencia militar.
El método básico es que un grupo de analistas generan juegos de simulación para quienes deciden.
Estos juegos combinan hechos reales acerca del futuro, tales como información demográfica, geográfica, militar, política, información industrial, reservas minerales con alternativas posibles en lo referido a tendencias sociales, técnicas, económicas y políticas (step), que son las fuerzas claves.
La planificación por escenarios puede incluir elementos anticipatorios que son difíciles para formalizar, tales como interpretaciones subjetivas de hechos, desplazamientos en valores, nuevas regulaciones o invenciones.
- Datos: Q6077659